# Верхвиани (Квемо-Картли)
Верхвиани (груз. ვერხვიანი, до 2019 г. — Ульяновка) — село в общине Ахкерпи Марнеульского муниципалитета края Квемо-Картли Грузии.

## География
Расположено в долине реки Болнисисскали (правый приток Машавери). На высоте 900 м над уровнем моря. Находится в 63 км от города Марнеули, ближайшая железнодорожная станция Саддху в 25 км.

## Демография
По переписи 2014 года в селе проживает 4 человека.
| Год переписи | Население | человек | женщина |
| ------------ | --------- | ------- | ------- |
| 2002         | 0         | 0       | 0       |
| 2014         | ▲4        | 2       | 2       |

## литература
- Грузинская советская энциклопедия :  [груз.] : 12 ტ. / Гл. ред. И. В. Абашидзе. — Тбилиси : Гл. науч. ред. ГСЭ, 1986. — Т. 10. — С. 135.